# Relevment

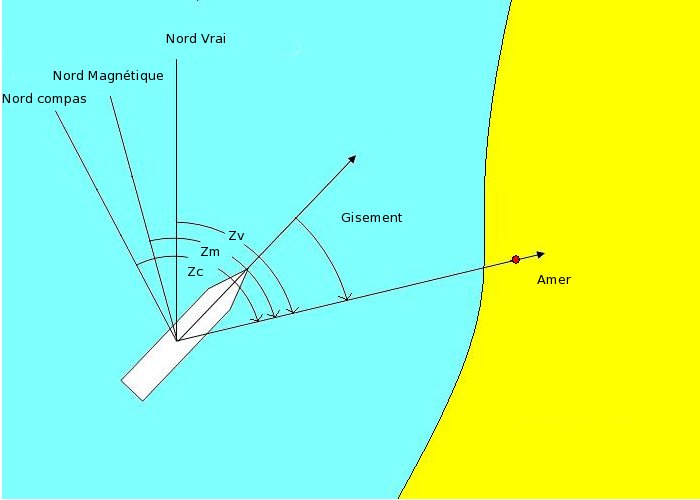
Determinarea relevmentului: Zc-relevment compas; Zm-relevment magnetic; Zv-relevment adevărat

Relevmentul este unghiul în planul orizontal format între direcția nord și direcția la un reper de navigație (astru, obiect terestru sau marin) vizat de la bordul unei ambarcațiuni sau nave.

Relevmentul se măsoară cu alidada și are valori cuprinse între 0° și 360°.

În funcție de nordurile de referință relevmentele pot fi:
- magnetic
- compas
- giro
- adevărat.

## Relevment magnetic
Relevmentul magnetic reprezinta unghiul format dintre direcția Nord magnetic (Nm) și direcția de de la nava la un reper.

## Relevment compas
Este relevmentul măsurat cu ajutorul compasului.
Relevmentul compas reprezinta unghiul format dintre direcția Nord compas (Nc) și direcția de de la nava la un reper.

## Relevment giro
Rg=Ra-delta g
Relevmentul giro reprezinta unghiul format dintre direcția Nord giro (Ng) și direcția de de la nava la un reper.

## Relevment adevărat
Relevmentul adevărat reprezinta unghiul format dintre direcția Nord adevărat (Na) și direcția de de la nava la un reper. 
Nordul adevărat este nordul reprezentat în sus pe harta.